# 中国人民解放军联勤保障部队第九〇一医院
中国人民解放军联勤保障部队第九〇一医院，原称中国人民解放军第一〇五医院，位于安徽省合肥市蜀山区长江西路424号，隶属无锡联勤保障中心，为综合性三级甲等医院。

## 简介
1951年10月，由中国人民志愿军后勤第二、三、四分部的第十、十一、十二、十三医院（中南军区），第十六、十七、十八医院（西南军区），第十九医院（华东军区），第二十兵团第一、二总医院（华北军区）抽组成立中国人民志愿军后勤第二基地医院，配属中国人民志愿军后勤部第二分部。1952年12月组建于朝鲜战场。1954年，院部并入中国人民志愿军后勤部第二分部卫生处（下属医院体制未动）。1956年改称中国人民志愿军第五一一医院。1957年8月，与驻安徽省合肥市的第一〇五医院对调换防并互换番号（第五一一医院改为中国人民解放军第一〇五医院；原第一〇五医院赴朝后改为中国人民志愿军第五一一医院）。此后逐步发展成为集医疗、教学、科研、预防、保健为一体的综合性三级甲等医院。
2016年，在深化国防和军队改革中，中国人民解放军第一〇五医院由中国人民解放军南京军区转隶无锡联勤保障中心。
2018年10月，中国人民解放军第一〇五医院改称为中国人民解放军联勤保障部队第九〇一医院，同时接管安徽省军区、炮院、电子工程学院门诊部。

## 历任领导
| 院长 …… - 姜管徐（2003年—？） - 方健（？—？） - 胡波（？—？） - 陈春林（？—） | 政治委员 …… - 高勇（？—？） - 何建武（？—？） - 周奇（？—？） |